# Hohenmölsen

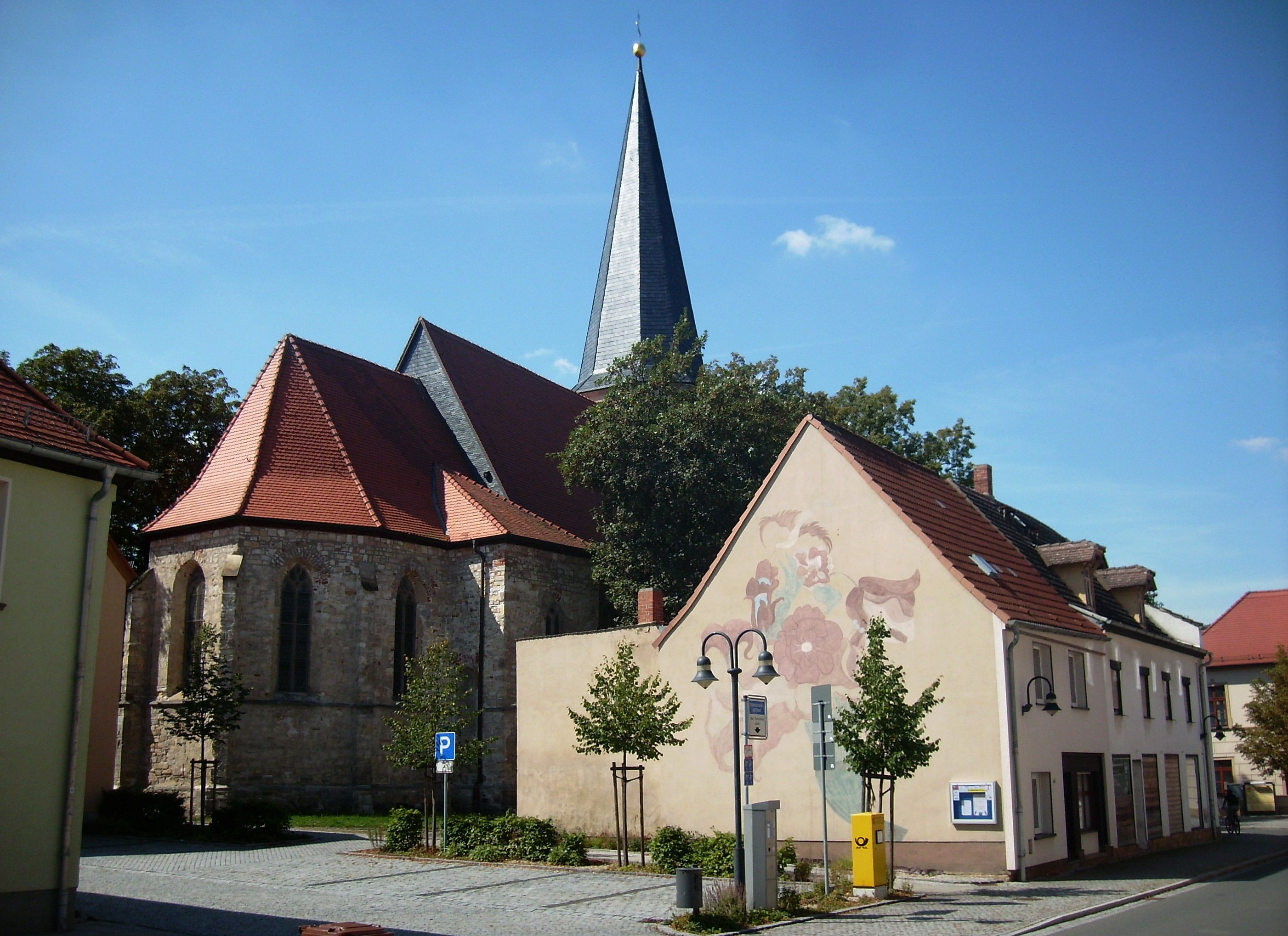
Stadtkirche

Hohenmölsen ist eine Stadt im Burgenlandkreis im Süden Sachsen-Anhalts. Sie war bis 1994 Sitz des gleichnamigen Landkreises Hohenmölsen.

## Geographie
Die Stadt liegt rund 15 Kilometer südöstlich von Weißenfels auf einer Anhöhe. An der westlichen Bebauungsgrenze fließt die Rippach, ein Nebenfluss der Saale. Ihre Umgebung ist einerseits von der Landwirtschaft und andererseits vom Braunkohleabbau geprägt. Der östlich der Stadt gelegene Tagebau Profen ist noch in Betrieb. Die nächsten größeren Städte sind Weißenfels, Zeitz im Süden und Leipzig im Nordosten.

## Geschichte
Hohenmölsen war 1080 Schauplatz der Schlacht bei Hohenmölsen zwischen König Heinrich IV und dessen Gegenkönig Rudolf von Rheinfelden. Im Jahr 1091 wurde erstmals die Burgward „Melsin villa“ (Milzin) urkundlich erwähnt. 1284 erhielt die Stadt das Marktrecht. Im Jahr 1539 begann die Reformation in Hohenmölsen. In den Jahren 1558 und 1578 zerstörten große Stadtbrände die Stadt fast vollständig.
Ab Anfang des 19. Jahrhunderts begann in der Umgebung von Hohenmölsen der Abbau von Braunkohle, zunächst mittels Stollen, die an Talhängen bis ins Flöz vorangetrieben wurden, zum Beispiel in Wählitz. Nach Gründung der DDR erreichte der Braunkohlenabbau im Mitteldeutschen Revier eine neue Dimension. Nachbarorte von Hohenmölsen, wie Mutschau, Köttichau, Döbris, Queisau, Steingrimma, Dobergast, wurden devastiert und anschließend vollständig überbaggert. Für die Umsiedlung eines großen Teils der Bewohner dieser Dörfer entstanden die neuen Stadtteile Hohenmölsen-Süd und Hohenmölsen-Nord, sodass die Einwohnerzahl der Stadt ab Beginn der 1950er Jahre deutlich stieg.
Von 1952 bis 1994 war Hohenmölsen Kreisstadt des Kreises Hohenmölsen. Zu DDR-Zeiten befand sich in der Stadt eine Kreisdienststelle des Ministeriums für Staatssicherheit (MfS), die unter anderem Informationen über den oppositionellen Pfarrer Oskar Brüsewitz sammelte.
Eingemeindungen
Zu Hohenmölsen eingemeindete Ortschaften:
| - Aupitz - Granschütz - Großgrimma - Jaucha - Oberwerschen - Rössuln | - Taucha - Wählitz - Webau - Werschen - Zembschen - Zetzsch |

Jaucha wurde am 20. Juli 1950 eingemeindet. Mutschau kam am 1. Dezember 1962 hinzu. Zembschen wurde am 9. Mai 2002 eingemeindet. Am 1. Januar 2003 folgten Webau und Werschen. Granschütz und Taucha wurden am 1. Januar 2010 eingegliedert.

## Bevölkerung
| Jahr | Einwohner |
| ---- | --------- |
| 1680 | ca. 300   |
| 1890 | 2.846     |
| 1910 | 3.082     |
| 1933 | 4.619     |
| 1939 | 4.381     |

| Jahr | Einwohner |
| ---- | --------- |
| 1990 | 08.384    |
| 2006 | 09.530    |
| 2010 | 10.567    |
| 2015 | 09.822    |
| 2020 | 09.510    |

| Jahr | Einwohner |
| ---- | --------- |
| 2021 | 9.405     |
| 2022 | 9.301     |
| 2023 | 9.241     |
| 2024 | 9.211     |

ab 1990: Stand: 31. Dezember des jeweiligen Jahres (Angaben des Statistischen Landesamtes Sachsen-Anhalt), ab 2011 auf Basis des Zensus 2011, ab 2022 auf Basis des Zensus 2022
Der starke Anstieg der Einwohnerzahl zwischen 1990 und 2010 ist auf Eingemeindungen zurückzuführen.

## Politik

### Stadtrat
Der Stadtrat von Hohenmölsen besteht entsprechend der Einwohnerzahl der Stadt aus 20 Mitgliedern und dem Bürgermeister. Die Kommunalwahl am 9. Juni 2024 führte bei einer Wahlbeteiligung von 61,1 % zu folgendem Ergebnis:
| Partei / Wählergruppe                               | Stimmenanteil 2019 | Sitze 2019 |        | Stimmenanteil 2024 | Sitze 2024 |
| --------------------------------------------------- | ------------------ | ---------- | ------ | ------------------ | ---------- |
| AfD                                                 | 11,7 %             | 1          | 28,7 % | 1                  |            |
| Aktives Hohenmölsener Land - Die Wählergemeinschaft | 26,8 %             | 5          | 27,1 % | 6                  |            |
| CDU                                                 | 32,6 %             | 6          | 23,3 % | 5                  |            |
| SPD                                                 | 13,4 %             | 3          | 11,8 % | 2                  |            |
| Die Linke                                           | 12,9 %             | 3          | 05,4 % | 1                  |            |
| dieBasis                                            | –                  | –          | 01,1 % | –                  |            |
| Bündnis 90/Die Grünen                               | –                  | –          | 01,1 % | –                  |            |
| Die Heimat (bis 2023 NPD)                           | 02,7 %             | 1          | 00,9 % | –                  |            |
| FDP                                                 | –                  | –          | 00,7 % | –                  |            |
| Insgesamt                                           | 100 %              | 19         | 100 %  | 15                 |            |

Bei der Wahl 2029 entfielen auf die AfD zwei Sitze, von denen einer unbesetzt blieb, weil die Partei nur einen Kandidaten nominiert hatte.
Bei der Wahl 2024 entfielen auf die AfD sechs Sitze, von denen fünf unbesetzt bleiben, weil die Partei nur eine Kandidatin nominiert hatte.

### Bürgermeister
- seit 2011: Andy Haugk (parteilos)[18]

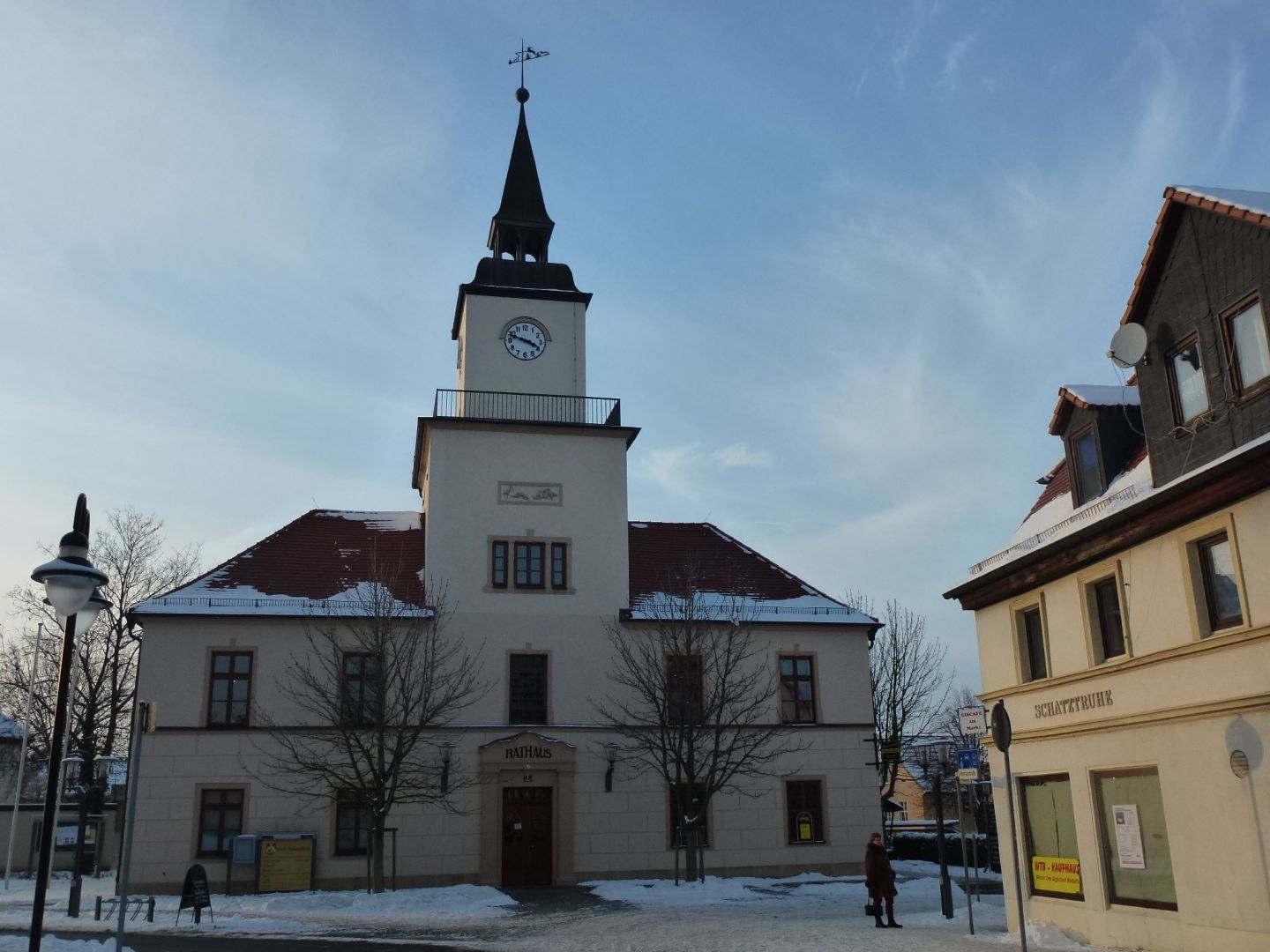
Rathaus

Haugk wurde am 18. März 2018 mit 83,8 % der gültigen Stimmen wiedergewählt. Er wurde am 30. März 2025 mit 83,5 % der gültigen Stimmen ein weiteres Mal in seinem Amt bestätigt. Seine Amtszeit beträgt sieben Jahre.

### Wappen
Blasonierung: „Geteilt von Rot über Gold. Oben hinter einer gezinnten silbernen Mauer mit schwarzem Tor ein gezinnter silberner Turm. Unten auf grünem Rasen ein springender roter Hirsch verfolgt von einem roten Jagdhund.“

### Städtepartnerschaft
Eine Partnerschaft besteht mit der Stadt Bad Friedrichshall in Baden-Württemberg seit dem 27. Oktober 1990.

## Sehenswürdigkeiten und Kultur
Das Zentrum von Hohenmölsen wird wesentlich von drei Gebäuden geprägt: dem Kirchturm, dem Wasserturm und dem Turm des Rathauses von Hohenmölsen. Die Stadt nennt sich deshalb auch „Stadt der drei Türme“. Wahrzeichen von Hohenmölsen ist die Äsop'sche Fabel Der Fuchs und der Storch. Sie ist in unterschiedlichen Darstellungen in der Stadt zu finden: als schmales Reliefbild an der Ostseite des Rathausturmes (unterhalb der Plattform), als Altmarkt-Brunnenskulptur von Joachim Hering und auf Laternen der Innenstadtbeleuchtung.
Die Glocke auf dem Altmarkt stammt aus der Großgrimmaer Kirche und ist ein Denkmal für diesen vom Braunkohlenbergbau zerstörten Ort.
In der Stadtkirche St. Petri befindet sich eine der Orgeln von Friedrich Ladegast. Weiterhin gibt es die 1947 erbaute katholische St.-Marien-Kirche, eine der wenigen in der sowjetischen Besatzungszone erbauten Kirchen, die heute noch gottesdienstlich genutzt werden.

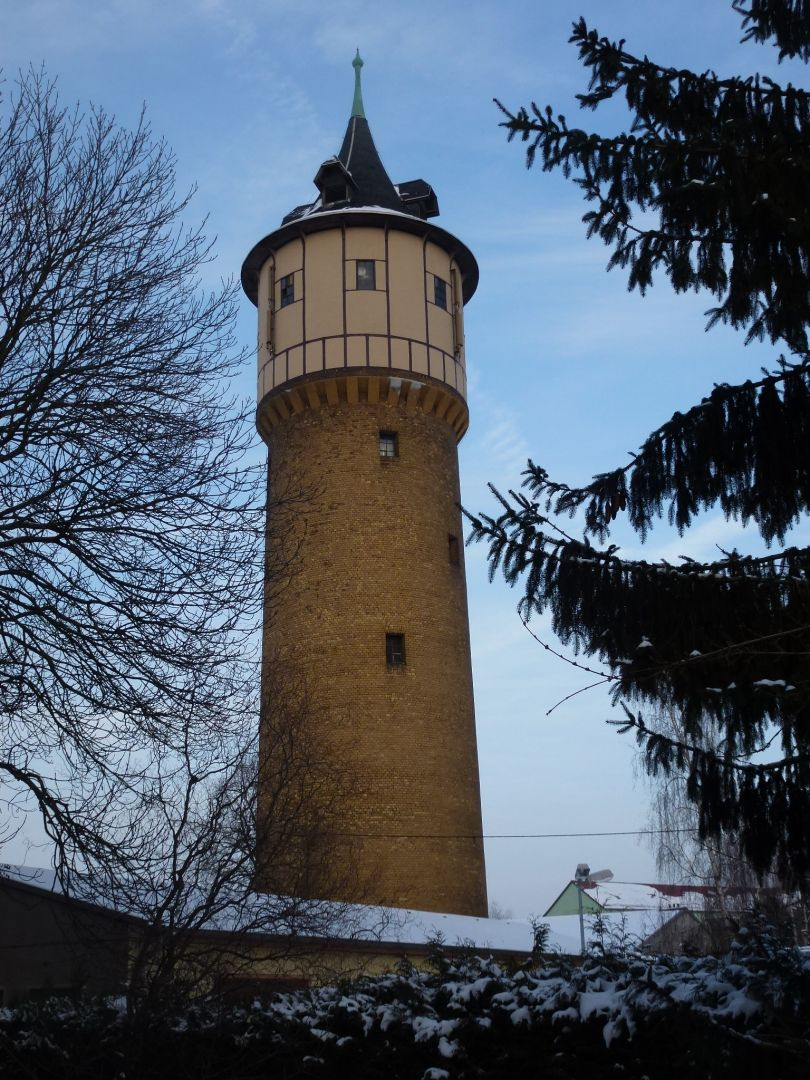
Wasserturm in Hohenmölsen
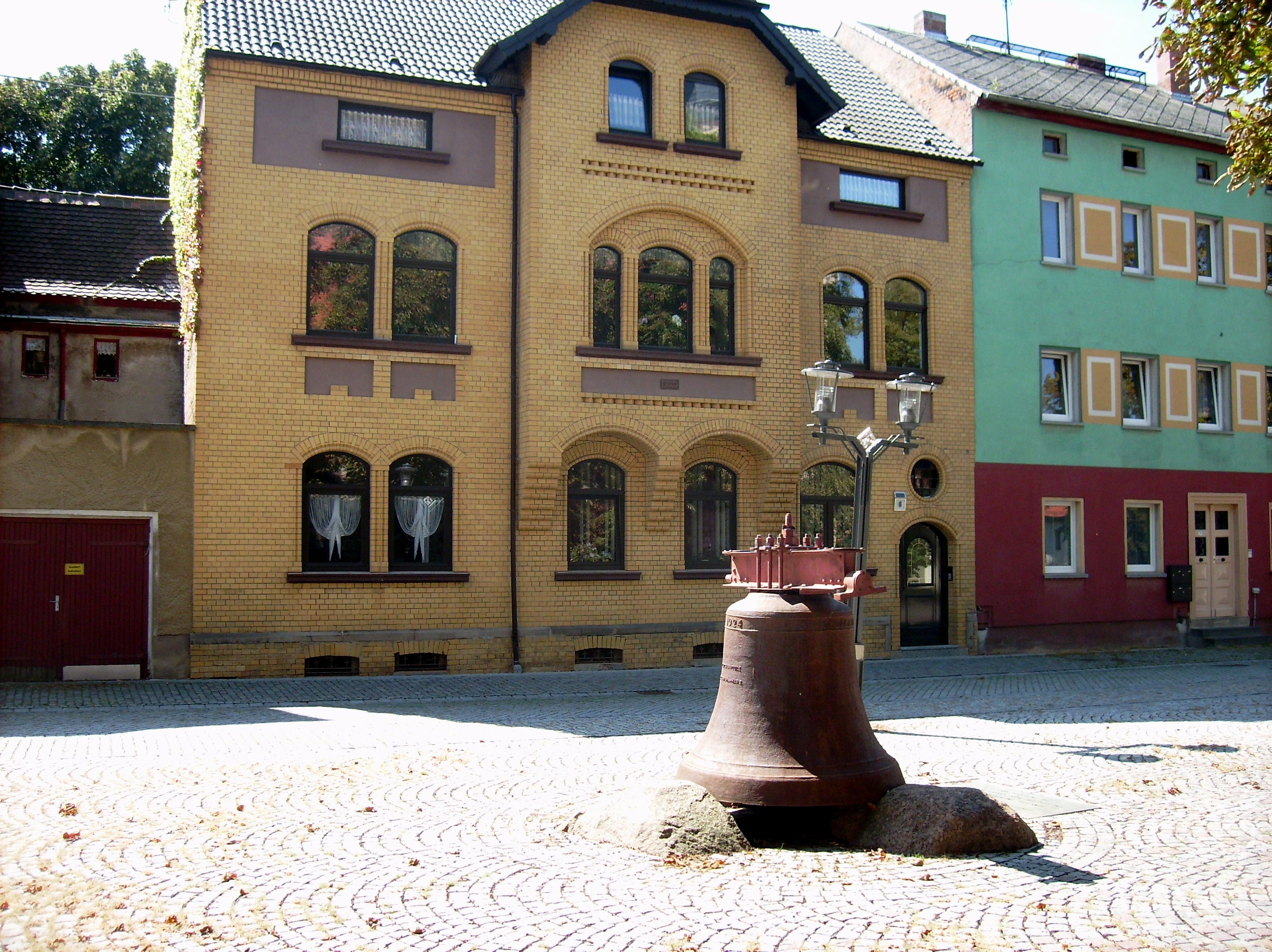
Altmarkt mit Glocke der Großgrimmaer Kirche
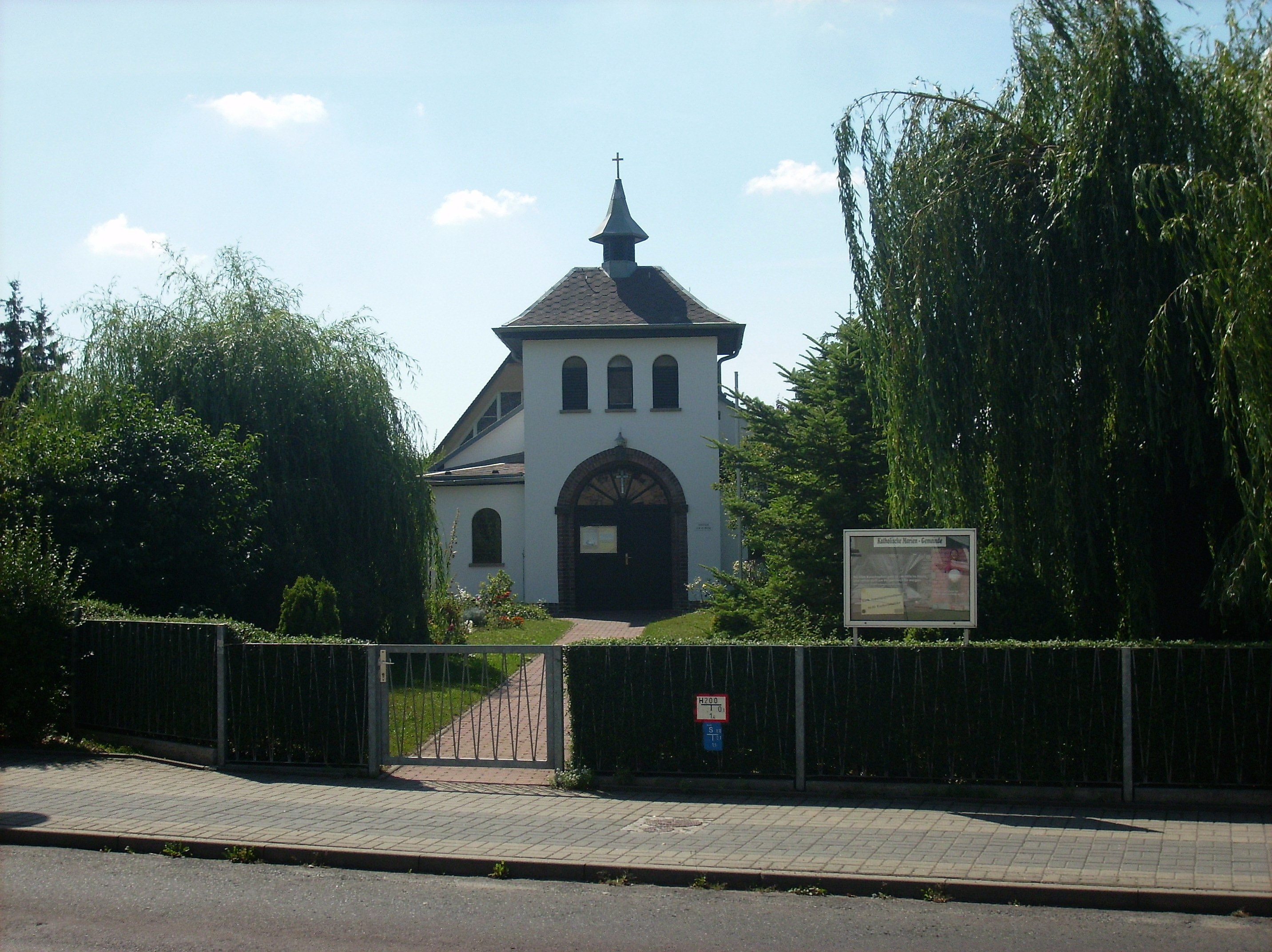
Katholische Marienkirche in Hohenmölsen

### Gedenkstätten
- Denkmal für General von Helldorf

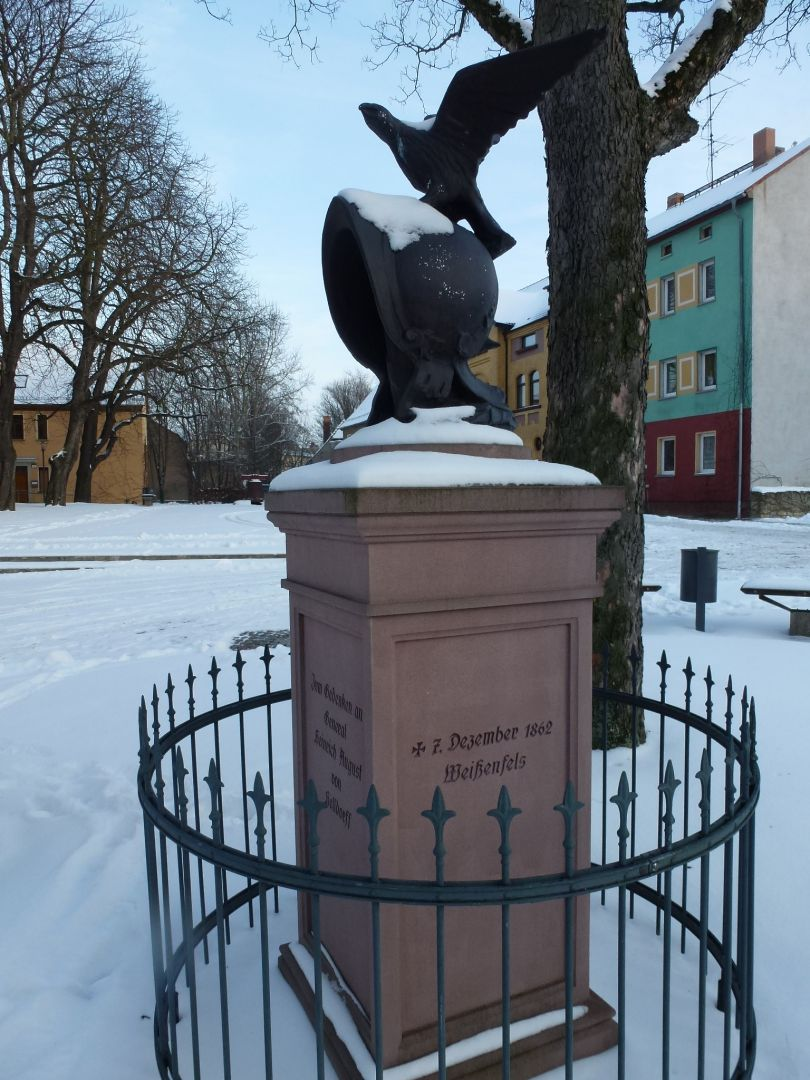
Denkmal für General von Helldorf

- Gedenkstein von 1949 neben dem Rathaus für die Opfer des Faschismus
- Zwei Gedenksteine von 1975 auf dem Städtischen Friedhof an der Mauerstraße zur Erinnerung an 20 getötete Rotarmisten sowie 14 Zwangsarbeiter verschiedener Nationen, die während des Zweiten Weltkrieges nach Deutschland verschleppt und im Braunkohletagebau Opfer von Zwangsarbeit wurden
- Reliefstein von 1981 in der Sekundarschule Nord in der Werkstraße für den antifaschistischen Bergarbeiter und KPD-Bezirksleiter Otto Schlag, der 1944 an der in mehreren Konzentrationslagern erlittenen Haft verstarb
- Erinnerungstafel am Haus Bergstraße 24 des Ortsteiles Jaucha für den kommunistischen Gemeindevertreter Max Kunath, der im Zuchthaus Amberg ein Opfer der NS-Justiz wurde

### Naherholung
Der Mondsee mit dem Freizeitpark Pirkau liegt etwa drei Kilometer südöstlich des Ortes.

### Regelmäßige Veranstaltungen
- Traditioneller Hohenmölser Herbst- und Mittelaltermarkt, sowie das Mölser Festival der Spielleute jährlich am ersten Freitag im September

## Wirtschaft und Infrastruktur

### Ansässige Unternehmen
Die größten Arbeitgeber der Stadt sind die MIBRAG und der Standort Hohenmölsen des AGCO Konzerns.
Die Mitteldeutsche Braunkohlengesellschaft (MIBRAG) betreibt hier das Kraftwerk Wählitz und den Tagebau Profen.
AGCO erwarb 2009 die ehemalige Kaserne in Hohenmölsen und hat seitdem mehr als 35 Mio. Euro in den Standort Hohenmölsen investiert. Über 330 Angestellte fertigen vor Ort die Feldhäcksler Fendt Katana 65 und 85 und die Feldspritzen Rogator 300 und 600, aber auch Komponenten für die Traktorenherstellung der firmeneigenen Marken FENDT, Massey Ferguson und Valtra.

### Verkehr
Der öffentliche Personennahverkehr wird unter anderem durch den PlusBus des Landesnetzes Sachsen-Anhalt erbracht. Folgende Verbindungen führen, betrieben von der Personenverkehrsgesellschaft Burgenlandkreis, ab Hohenmölsen:
- Linie 800: Hohenmölsen ↔ Webau ↔ Granschütz ↔ Zorbau ↔ Borau ↔ Weißenfels
- Linie 850: Hohenmölsen ↔ Strandbad Mondsee ↔ Profen ↔ Reuden ↔ Zangenberg ↔ Zeitz

Die Bahnstrecke Großkorbetha–Deuben über Pörsten und Hohenmölsen ist seit 1999 ohne Personenverkehr. Sie wird noch für Kohletransporte aus dem Braunkohlerevier Profen von Wählitz nach Korbetha für das Kraftwerk Schkopau benutzt.
Hohenmölsen ist auf den Bundesstraßen 91 und 176 sowie der Bundesautobahn 9 mit der Anschlussstelle Weißenfels zu erreichen. Seit 2018 wird zwischen Hohenmölsen und Lützen die Verbindungsstraße L191-K2196-L189 gebaut. Die Bauarbeiten sollen 2021 abgeschlossen werden(Stand September 2020). Sie wird eine notwendige Anbindung zur Autobahn A 38 darstellen, da die gegenwärtige Anbindung nur über Umwege oder kurvenreiche Straßen möglich ist.

### Bildung
- Agricolagymnasium Hohenmölsen
- Grundschule Hohenmölsen
- Sekundarschule Hohenmölsen
- Pestalozzischule Hohenmölsen (L)
- Volkshochschule Burgenlandkreis „Dr. Wilhelm Harnisch“ Außenstelle Hohenmölsen
- Grundschule Granschütz

### Öffentliche Einrichtungen
Wichtiger Wirtschaftsfaktor war in den 1990er Jahren das Asklepios-Kreiskrankenhaus. Bis zur endgültigen Schließung im April 2008 war im Hohenmölsener Krankenhaus die Diabetologie-Abteilung des Asklepios-Krankenhauses Weißenfels untergebracht. Im September 2009 konnte ein Abriss des leerstehenden Gebäudekomplexes verhindert werden. Für eine mögliche weitere Nutzung gab es bisher keine Interessenten.
Die für die NVA in den 1970er Jahren errichtete und am 31. Dezember 2007 geschlossene General-Heinrich-August-von-Helldorff-Kaserne der Heeresflugabwehr zählt zu den ehemaligen Standorten der Bundeswehr. Die Bundeswehr war ebenfalls ein wichtiger Arbeitgeber in der ehemaligen Kreisstadt. Das Gelände außerhalb wird als Gewerbegebiet genutzt.

### Vereine
- SV Hohenmölsen 1919
- SV Großgrimma 1921
- 1. Skatverein Hohenmölsen 1994
- Angelverein Hohenmölsen 1962

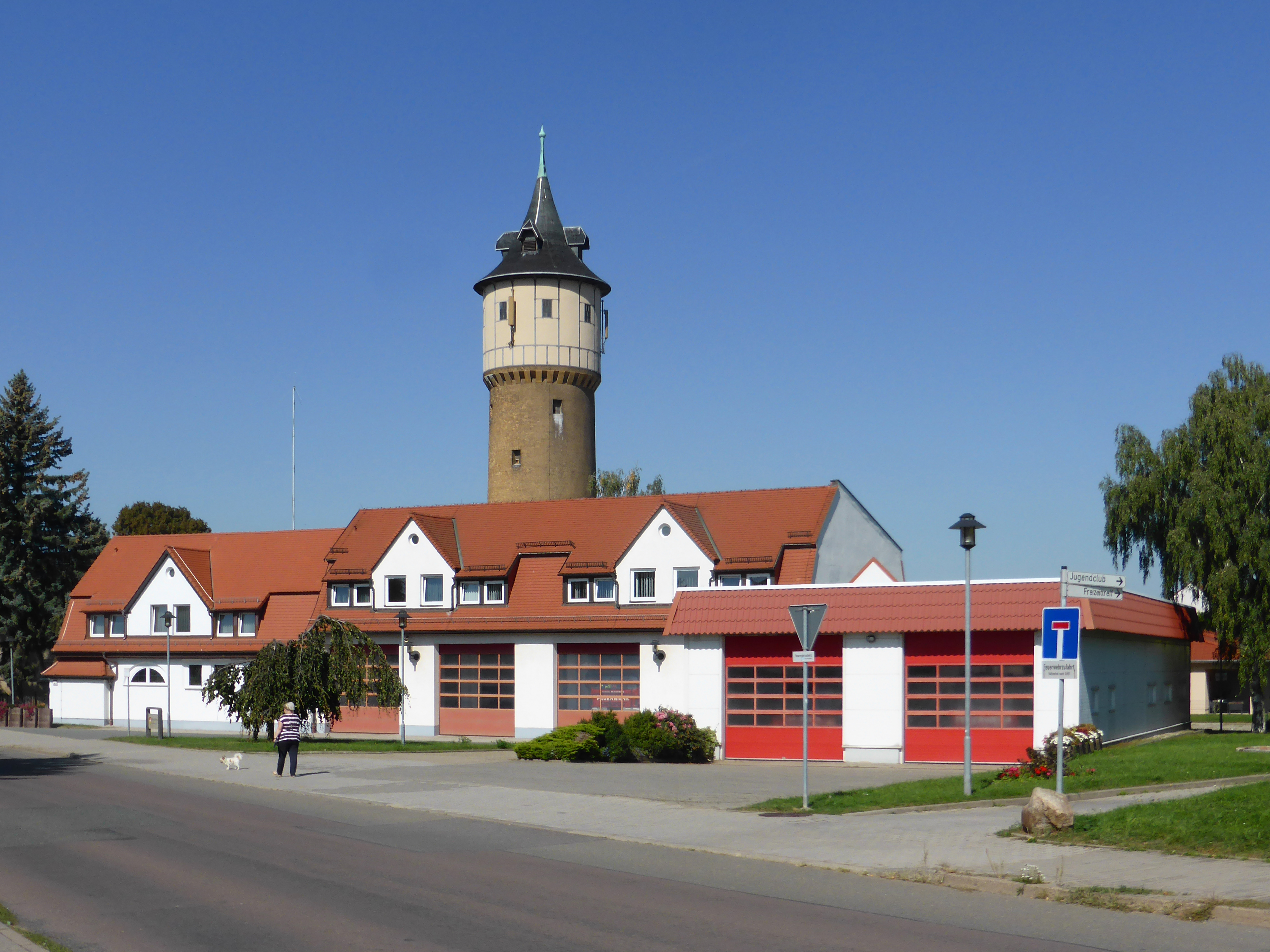
Feuerwehrhaus

- Angelverein Pendelfischer Hohenmölsen
- Feuerwehr Hohenmölsen
- Fanfarenzug „Stadt Hohenmölsen“
- Club „Am Wasserturm“ Hohenmölsen
- Schützenverein Hohenmölsen 1990, gegründet 1748
- Motorradfreunde Grunau

## Persönlichkeiten

### Söhne und Töchter der Stadt
- Johann Gotthelf Gräfe (1750–1821), Geistlicher und Autor, in Taucha geboren
- Rudolf Tischner (1879–1961), Mediziner
- Wilhelm Beyer (1885–1945), Politiker (NSDAP)
- Kurt Kronenberg (1905–1987), Jurist und Heimatforscher, in Aupitz geboren
- Herbert Scheibe (1914–1991), Generaloberst der NVA und Chef des Kommandos Luftstreitkräfte/Luftverteidigung
- Johanna Quaas (* 1925), Turnerin
- Reinhard Friedrich (1928–2014), Fotograf
- Siegfried Nowak (1930–2013), Chemiker
- Siegfried Cramer (1935–2025), Ingenieur und Hochschullehrer
- Rudolf Stange (* 1938), Industriedesigner und Maler
- Peter Meyer (* 1940), Mitglied der Rockband „Puhdys“
- Peter Kohl (* 1942), Fußballspieler
- Siegfried Köhler (* 1944), Volleyballtrainer
- Hartmut Pelka (1957–2014), Fußballspieler
- Uwe Machold (* 1961), Fußballspieler
- Andreas Köckeritz (* 1962), Handballspieler und -trainer
- Steffen Karl (* 1970), Fußballspieler
- Jörg Böhme (* 1974), Fußballspieler

### Mit Hohenmölsen verbundene Personen
- Karl Gottlob Dietmann (1721–1804), Pfarrer und Autor, in Hohenmölsen aufgewachsen
- Klaus-Dieter Bilkenroth (1933–2019), Bergingenieur, lebte in Hohenmölsen
- Jutta Knop (* 1944), Politikerin (CDU), Bürgermeisterin von Granschütz
- Heilgard Asmus (* 1958), Theologin, in Hohenmölsen aufgewachsen